# Наташев, Алексей Емельянович
Алексей Емельянович Наташев (12 августа 1928, дер. Большая Дьяконовская, Шекснинский район, Вологодская область — 30 июня 1999) — юрист, специалист по советскому уголовному и уголовно-исполнительному праву, а также — криминологии; выпускник Ленинградского государственного университета (1951), доктор юридических наук с диссертацией о советском исправительно-трудовом законодательстве (1973); профессор и начальник кафедры управления органами, исполняющими наказания Академии МВД СССР; профессор кафедры криминологии и организации профилактики преступлений.

## Биография
Алексей Наташев родился в деревне Большая Дьяконовская, располагавшейся на территории Шекснинского района Вологодской области (в те годы — Вологодской губернии); получив в среднее образование, он поступил в Ленинградский государственный университет имени А. А. Жданова, который окончил в 1951 году. После получения высшего образования поступил в аспирантуру во Всесоюзный институт юридических наук (сегодня — российский Институт законодательства и сравнительного правоведения).
В 1960 году Наташев завершил обучения в аспирантуре и через два года защитил в Высшей школе МВД РСФСР кандидатскую диссертацию, выполненную под научным руководством профессора Бориса Утевского, по теме «Наблюдательные комиссии и их роль в осуществлении советской исправительно-трудовой политики» — стал кандидатом юридических наук. В 1973 году успешно защитил, также в Высшей школе МВД, докторскую диссертацию по теме «Теоретические основы советского исправительно-трудового законодательства (задачи, сущность и применение)» — стал доктором юридических наук.
В годы распада СССР, в период с 1987 по 1993 год, Наташев занимал пост начальника кафедры управления органами, исполняющими наказания, являвшейся частью Академии МВД СССР (сегодня — Академии управления МВД России). Затем, с 1993 по 1997 год, он являлся профессором кафедры криминологии и организации профилактики преступлений, относившейся к той же академии. Стал полковником внутренней службы; скончался 30 июня 1999 года.

## Работы
Алексей Наташев являлся автором и соавтором более ста пятидесяти научных работ, включая несколько монографий; специализировался на проблемах исправительно-трудового (уголовно-исполнительного) права и вопросах криминологии; занимался темами, связанными с деятельностью органов управления, исполняющих наказания. В первые годы существования России, он принимал участие в процессе реабилитации жертв советских политических репрессий, проходивших в 1930—1950-х годах; занимался проблемами, связанными с надзором за соблюдением законности в местах лишения свободы (с организацией предупреждения преступлений в исправительных учреждениях):
- «Основы теории исправительно-трудового права» (1967);
- «Советская исправительно-трудовая система» (1983);
- «Управление органами, исполняющими наказания» (1983);
- «Советская исправительно-трудовая политика и ее реализации в деятельности органов внутренних дел» (1985).